# Holocentropus dubius
Holocentropus dubius là một loài Trichoptera trong họ Polycentropodidae. Chúng phân bố ở miền Cổ bắc.